# Arbeiderspartij (Mexico)
De Arbeiderspartij (Partido Laborista, PL) was een politieke partij in Mexico in de jaren 20 van de 20e eeuw.
De PL werd opgericht in 1919 door Luis Napoleón Morones, een van Mexico's invloedrijkste vakbondsleiders, en Samuel Yúdico. De PL functioneerde feitelijk als politieke tak van de Regionale Confederatie van Mexicaanse Arbeiders (CROM). In de jaren 20 was de PL een van de machtigste partijen in het Mexico van na de Mexicaanse Revolutie. De presidenten Álvaro Obregón (1920-1924) en Plutarco Elías Calles (1924-1928) werden met steun van de PL gekozen. De PL rivaliseerde met onder andere de Liberaal Constitutionalistische Partij (PLC), de Nationaal Coöperativistische Partij (PCN) en de Nationale Agraristische Partij (PNA) in een vaak gewelddadige rivaliteit, waarbij de regering meestal partij voor de PLM koos. Calles zorgde ervoor dat werknemers in overheidsdienst gedwongen werden geld af te staan aan de PLM. De partij kreeg dan ook al snel een gangsterachtig imago.
Na de moord op de net herverkozen Obregón en de oprichting van de Nationaal Revolutionaire Partij (PNR) verloor de partij snel aan invloed. Morones was na de dood van Obregón uit de gratie gevallen. Een deel van de PL splitste zich af van de partij en sloot zich aan bij de PNR, terwijl de partij haar inkomsten uit afpersing kwijtraakte. De partij deed voor het laatst mee aan verkiezingen in 1940, toen het partij koos voor de rechtse kandidaat Juan Andrew Almazán.

## Presidentskandidaten
- 1920: Álvaro Obregón
- 1924: Plutarco Elías Calles
- 1928: Álvaro Obregón
- 1929: Pascual Ortiz Rubio
- 1934: Lázaro Cárdenas
- 1940: Juan Andreu Almazán

PAN · PRI · PVEM · PT · MC · Morena